# Рудольф Мейднер
Рудольф Альфред Мейднер (швед. Rudolf Alfred Meidner; 23 червня 1914, Вроцлав — 9 грудня 2005, Лідінге) — шведський економіст.
Народився у сім'ї Альфреда Мейднера й Еліз Бандманн. Як єврей і соціаліст був змушений тікати з нацистської Німеччини після підпалу Рейхстагу в Берліні 1933 року. У 1937 році він одружився з Еллою Йоргенсен (Ella Jörgenssen), а в 1943 році став громадянином Швеції.
Навчався у відомого економіста й нобелівського лауреата Гуннара Мюрдаля. Здобув докторський ступінь у 1954 році захистивши дисертацію з теми «Шведський ринок праці в умовах повної зайнятості».
Більшу частину свого трудового життя працював дослідником у шведській Конфедерації профспілок.
В 1951 році Рудольф Мейднер разом із Йоста Ренном став автором Моделі Ренна-Мейднера, відповідно до якої у Швеції в післявоєнні десятиліття була збудована держава загального добробуту.
В 1976 році став одним із авторів «плану Мейднера», який передбачав поступовий перехід підприємств під контроль робітників. Згідно цьому плану, частина прибутку підприємств мала перераховуватись у «заробітні фонди», з яких протягом кількох десятиліть мав іти викуп акцій компанії, доки робітники не отримали б повного контролю над підприємствами. Спротив капіталістів впровадженню цього плану змусив шведських соціал-демократів відмовитися від нього.